# 2018년 북인도양 사이클론

## 사이클론 이름
| - 제1호 사가르 - 제2호 메쿠누 | - 제3호 다예 - 제4호 루반 | - 제5호 띠들리 - 제6호 가자 | - 제7호 페티 |

## 같이 보기
- 2018년 북대서양 허리케인
- 2018년 동태평양 허리케인
- 2018년 태풍
- 2018년 북인도양 저기압